# Повстанческая улица (Казань)
Повстанческая улица (тат. Баш күтәрүчеләр урамы, Baş kütärüçelär uramı) — улица в Кировском районе Казани, в историческом районах Пороховая слобода и Крыловка.  

## География
Начинается от улицы Чкалова и пересекает улицу Галимджана Баруди, после чего прерывается; продолжается от Низовой улицы, пересекая улицы Герцена, Кольцова и заканчивается пересечением с улицей Малая Крыловка.

## История
Местность в начале части современной улицы (квартал № 9 Пороховой слободы, позже слободы Восстания) была заселена ещё до революции, однако сама улица начинает упоминаться с середины 1920-х годов как безымянная. Переименована в Повстанческую улицу протоколом комиссии Казгорсовета по наименованию улиц б/н от 2 ноября 1927 года, утверждённому 15 декабря того же года.
К концу 1930-х годов на улице имелись около домовладений: №№ 1/21–19, 23/2–51 по нечётной стороне и №№ 4–30 по чётной.
Строительство многоквартирных домов на участке между улицами Чкалова и Забайкальская (Баруди) началось в конце 1950-х – 1960-е годы; большая часть многоквартирных домов на улице относится к этому периоду. Тогда же, в конце 1950-х годов к улице была присоединена Сухорецкая улица посёлка Крыловка.
В 1990-е годы оставшаяся частная застройка улицы должна была быть снесена под застройку квартала № 52, однако застройка этого квартала так и не началась. Снесена была лишь небольшая часть частных домов, примыкавшая к Забайкальской улице, под строительство колхозного рынка Кировского района (который также не был построен). Позже на их месте были построены 19-этажные дома, разделившие улицу надвое.
После введения в городе деления на административные районы входила в состав Кировского (до 1931 года Заречного, до 1935 года Пролетарского) района.

## Транспорт
Общественный транспорт по улице не ходит. Ближайшие остановки общественного транспорта: «Степана Халтурина» (автобус, троллейбус), «Поперечно-Базарная» (автобус, трамвай) на улицах Краснококшайская и Большая Крыловка соответственно.

## Объекты
- № 1а — жилой дом порохового завода.[22]
- № 2/4, 4, 6, 8, 10, 12/1 — жилые дома льнокомбината[тат.].[23]
- № 3, 5 — кооперативные дома.[24]